# Lasiurus ebenus
Lasiurus ebenus és una espècie de ratpenat de la família dels vespertiliònids. És endèmic del Brasil. El seu hàbitat natural probablement són els boscos. Es tracta d'un animal insectívor. Està amenaçat tant per la destrucció del seu hàbitat pels humans.